# Hofamt Priel
Hofamt Priel – gmina w Austrii, w kraju związkowym Dolna Austria, w powiecie Melk. Liczy 1 662 mieszkańców (1 stycznia 2014).